# Museum voor Schone Kunsten (Oostende)
Het Museum voor Schone Kunsten was een museum in de Belgische badstad Oostende. Het bestond van 1893 tot 2008 als een stedelijk museum. In dat laatste jaar fuseerde het met het Provinciaal Museum voor Moderne Kunst (PMMK), een museum van de provincie West-Vlaanderen tot het Kunstmuseum aan Zee (Mu.ZEE).

## Voorgeschiedenis
In de loop der eeuwen had de stad Oostende een zeker kunstpatrimonium opgebouwd door giften, legaten, losse aankopen en schadeloosstellingen voor kunstdiefstallen in openbare gebouwen tijdens de Franse Revolutie. De meeste van deze kunstwerken bevonden zich in het Stadhuis op het Wapenplein. In oktober 1893 besliste de Gemeenteraad een Museum voor Schone Kunsten op te richten met deze kunstwerken en met toekomstige aankopen.

## 1897-1912: conservator Henri Permeke
In 1897 werd de kunstschilder en restaurateur Henri Permeke (Poperinge, 1849 -Oostende, 1912) door de Gemeenteraad aangesteld als museumconservator. Financieel was het ambt niet zo begerenswaardig, maar toch vervulde Permeke die de waardigheid van zijn titel maar al te goed besefte, heel plichtsgetrouw zijn taak. In 1897 nog verscheen een museumcatalogus door hem samengesteld, een echt model naar de normen van die tijd. Met de beperkte middelen die hem ter beschikking stonden, voerde hij een knappe aankooppolitiek, gericht op de 19de-eeuwse Belgische kunst. Hij kocht vooral eigentijdse Belgische kunst aan, met vooral drie olieverfschilderijen van James Ensor en een volledige collectie etsen van dezelfde kunstenaar. Verder ook werk van Louise De Hem, Fernand Khnopff, Constantin Meunier, Frans Mortelmans, Anna Boch…
Na de dood van Permeke in 1912 werd niet onmiddellijk een opvolger aangeduid.
Er was ook nog steeds geen eigen museumgebouw: de kunstwerken werden gewoon geëxposeerd in de zalen en kamers van het Stadhuis.

## 1912-1924: periode zonder conservator
In die periode ontving het museum het legaat van de politicus Auguste Beernaert (1913) en werd ook een eerste schilderij van Léon Spilliaert, Visserskwartier, aangekocht (1914).

## 1924-1945: conservator Carlos Loontiens
Ook onder Carlos Loontiens (Oostende, 1892-1969) kreeg het Museum voor Schone Kunsten evenmin het nodige elan, al bestonden er naar het einde van het interbellum toe min of meer concrete plannen voor een gecombineerd gebouw bibliotheek-museum-gerechtshof.
Er werd in de periode Loontiens werk gekocht van onder andere Médard Verburgh, Armand Delwaide, Willem Battaille en een tweede schilderij van Leon Spilliaert, nl. Het strand uit 1905. De collectie Ensor werd merkwaardig genoeg niet verrijkt.
In 1940 was de collectie nog steeds onderdak in het Stadhuis. Toen dit gebouw in de nacht van 27 op 28 mei 1940 door oorlogsgeweld vernield werd, verdween ook de collectie in de vlammen.
In 1945 werd Carlos Loontiens uit zijn ambt ontzet.

## 1946-1980: periode Frank Edebau

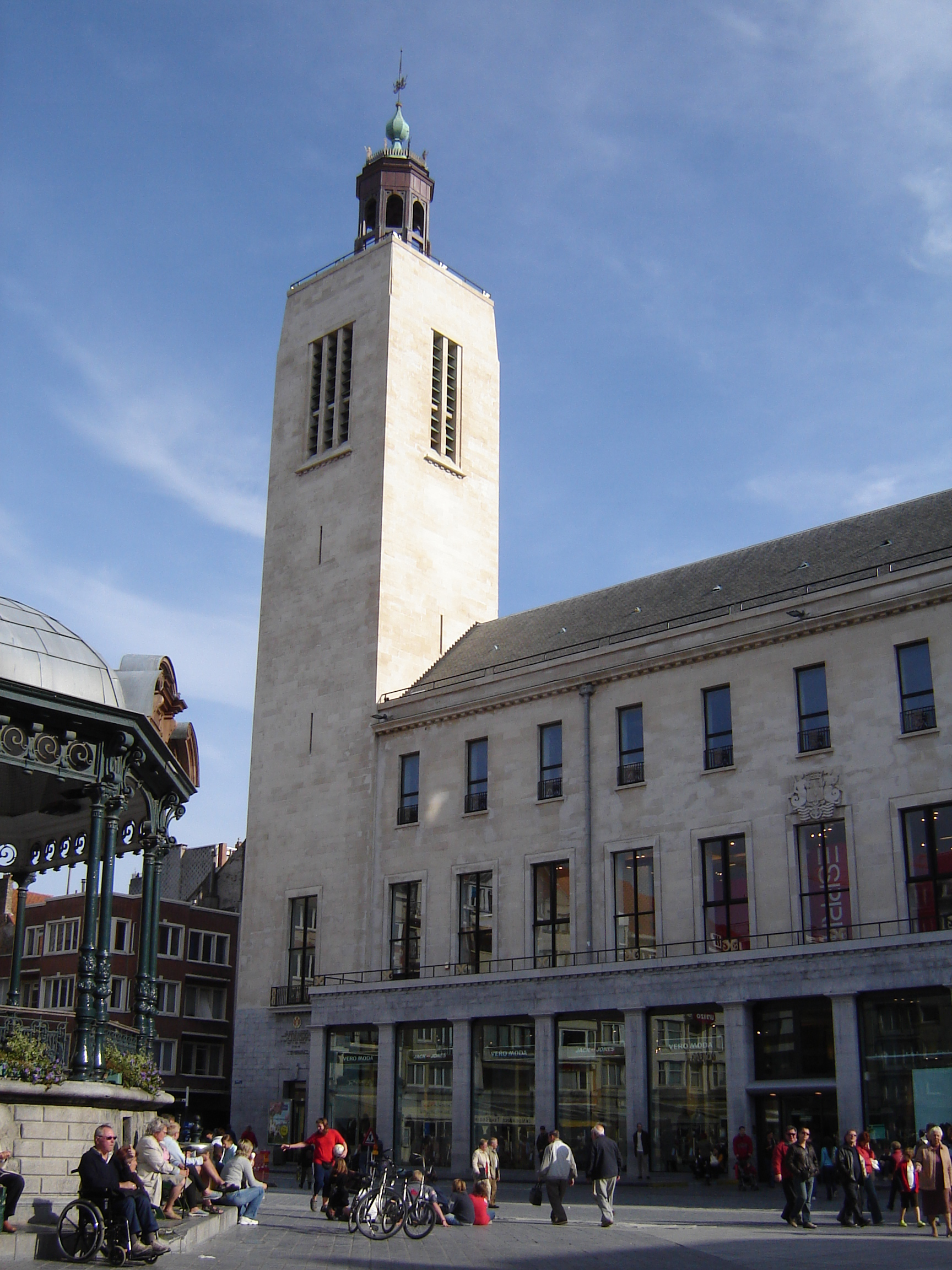
Feest- en Kultuurpaleis van Oostende

Loontiens' opvolger stond al in de startblokken: Frank Edebau (Slough, 1915 – Oostende, 1987). Na zich tijdens de eerste jaren voornamelijk bezig te hebben gehouden met de herstart van het Heemkundig Museum en de Stadsbibliotheek (hij was ook bibliothecaris), opende in juni 1954 het nieuwe Museum voor Schone Kunsten in "Chez Pan", een dependentie van de Schouwburg aan de Van Iseghemlaan.
Deze situatie was voorlopig tot de museumruimten op de bovenste verdieping van het nieuwe Feest- en Kultuurpaleis op het Wapenplein in gebruik konden genomen worden (1959).
Er werd uiteraard gefocust op het verwerven van werken van James Ensor, Leon Spilliaert, Jan De Clerck, Constant Permeke en andere Vlaamse expressionisten, maar Edebau breidde gaandeweg het spectrum uit tot hedendaagse kunst uit België, Europa en Amerika. Wat in feite te hoog gegrepen was voor een kleine stad met een beperkt budget.
Een markante gebeurtenis uit Edebau's periode was de diefstal bij nacht van drie Ensorschilderijen in 1978 (later alle drie teruggevonden).

## 1980-2008: periode Norbert Hostyn
Norbert Hostyn (Oostende, 1951) volgde in 1980 Edebau op aan het hoofd van het museum.
Hij stoelde het beleid op enkele opties die eigen waren aan de stad en haar museumcollectie: vernauwen van het beleidsspectrum en versterken van de verzamelingen Ensor en Spilliaert en aanvullen met andere Belgische kunstenaars-tijdgenoten. Omdat het een stedelijk museum betrof werd ook een blijvende inspanning gedaan om kunstwerken aan te kopen die het lokale kunstleven moeten illustreren.
De komst van het PMMK naar Oostende in december 1986 bood de mogelijkheid beide musea complementair te maken (Belgische kunst van romantiek tot post-impressionisme in het Museum voor Schone Kunsten; expressionisme tot de allernieuwste tendensen in het PMMK). Dit veronderstelde een langlopende bruikleen van een aantal topwerken uit het Museum voor Schone Kunsten aan het PMMK.
Al van in 1980 volgden de plannen voor een herlocatie van het Museum voor Schone Kunsten Oostende zich op. Daarom werd ook nooit veel geïnvesteerd in onderhoud van het bestaande gebouw.

## Sluiting in 2005
In februari 2005 sloot het Museum voor Schone Kunsten de deuren met het vooruitzicht op een relatief-snelle heropening in het voormalig postgebouw aan de Hendrik Serruyslaan.
In juni 2005 startte de gedeeltelijke sloop van het Feest- en Kultuurpaleis. Al in april 2007 opende daar een winkelcentrum.

## Fusie van PMMK en MSKO tot Mu.ZEE
Na die sluiting zag het stadsbestuur uiteindelijk af van de plannen van een nieuw Museum voor Schone Kunsten in het oude postgebouw en besloot in overleg met de provincie West-Vlaanderen tot een soort fusie van Museum voor Schone Kunsten Oostende en het PMMK. De overeenkomst werd in 2008 gesloten. De opening van het nieuwe Mu.ZEE in de gebouwen van het PMMK aan de Romestraat gebeurde in het voorjaar 2009.